# Paramisgurnus dabryanus
Paramisgurnus dabryanus és una espècie de peix d'aigua dolça de la família dels cobítids i de l'ordre dels cipriniformes. Fins ara és l'única espècie el gènere, abans era classificat com Misgurnus. Poden atènyer fins a 20 centímetres de llargària total amb un pes màxim de 18,8 grams.
És una espècie omnívora que té una forma allargassada que anguileja. Viu en zones lèntiques i lòtiques de clima subtropical entre 10 °C - 25 °C de temperatura. Pot sobreviure en ambients amb nivells d'oxigen baixos o molt baixos. A més es pot amagar i sobreviure al fang. El seu hàbitat normal és a les aigües interiors de Rússia, la Xina i Taiwan. Fora del seu hàbitat normal va ser estimat a aquaris domèstics. Es molt semblant al Misgurnus anguilicaudatus que és simpàtric. Per les similituds «hom considera probable que en algunes exportacions per temes d'aquariofília s'hagin barrejat ambdues espècies».

## Espècie invasora
Al Japó, Alemanya i a Catalunya és considerat com una espècie invasora. Uns primers estudis a Alemanya apunten que podria depredar els ous d'amfibis autòctons. Generalment quan comencen a fer mandra, els propietaris d'aquaris poc responsables o de peixeres els evacuen al clavegueram o a estanys, des d'on s'han desenvolupat com espècie invasora. A Catalunya, ja formen un risc a l'embassament de Vallvidrera, un important santuari per amfibis al Parc Natural de Collserola. Hi va ser identificat per primera vegada el 2006. A partir del pantà, podria escapar per la riera de Vallvidera, on farà malbé l'equilibri ecològic d'aquest curs fluvial i hi ha un risc d'envair la resta de la conca del Llobregat. Fora de l'hàbitat normal, té efectes sobre l'estructura de les comunitats d'invertebrats, sobre les característiques de l'aigua i podria introduir paràsits a les comunitats autòctones. A més d'un acció de pesca i de destrucció de les espècies invasores, cal una acció de sensibilització per evitar que aquariòfils, pescadors, comerços d'aqüicultura i conreus en medis aquàtics alliberin espècies nocives al medi ambient.